# Hovahydrus sinapi
Hovahydrus sinapi är en skalbaggsart som först beskrevs av Guignot 1955.  Hovahydrus sinapi ingår i släktet Hovahydrus och familjen dykare. Inga underarter finns listade i Catalogue of Life.